# Dario Argento

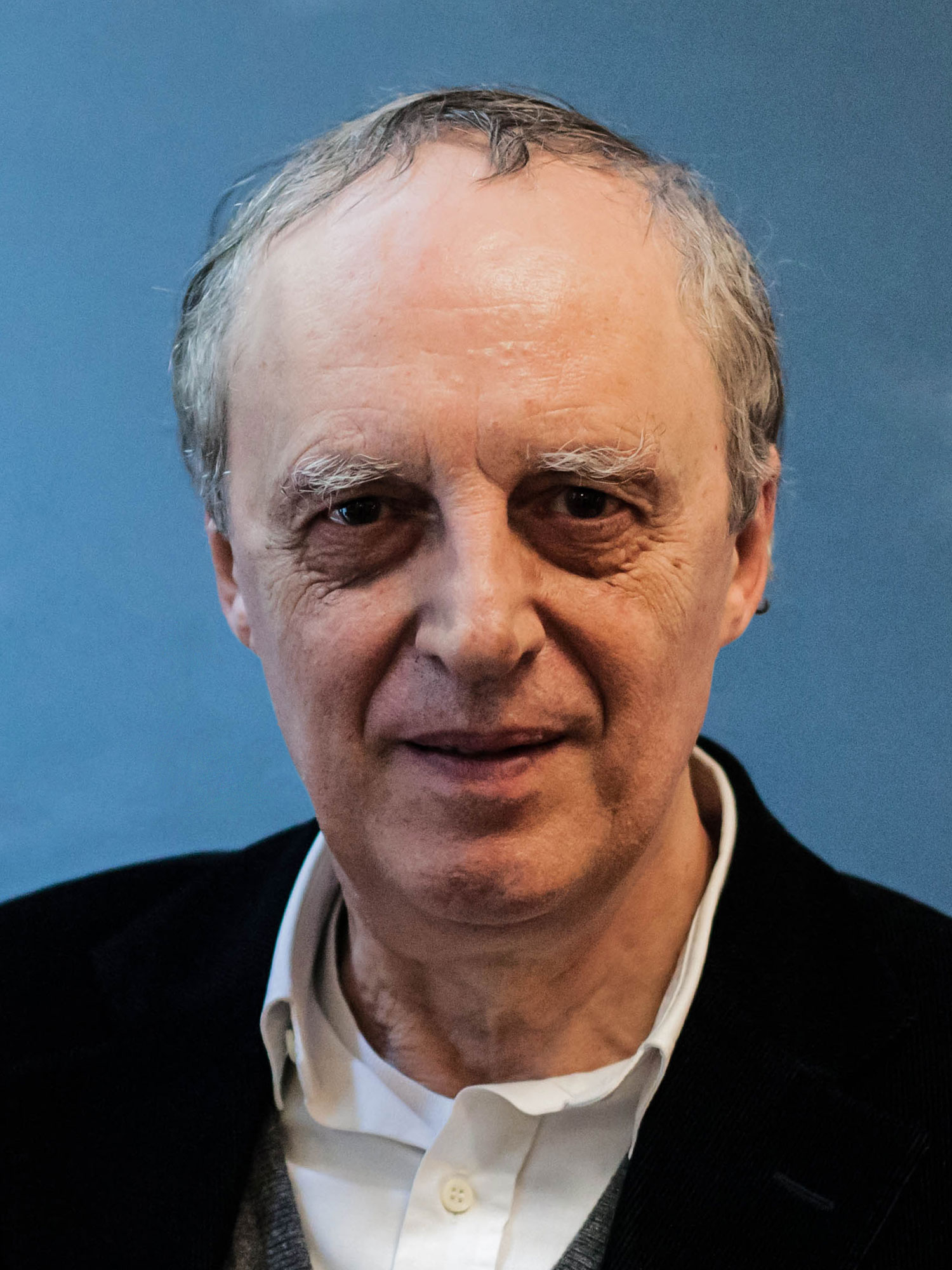
Dario Argento (2014)

Dario Argento (* 7. September 1940 in Rom) ist ein italienischer Filmregisseur, Drehbuchautor und Produzent. Er gilt als einer der prägenden Schöpfer des italienischen Giallo und hat den modernen Horror- und Slasher-Film stark beeinflusst.

## Biografie

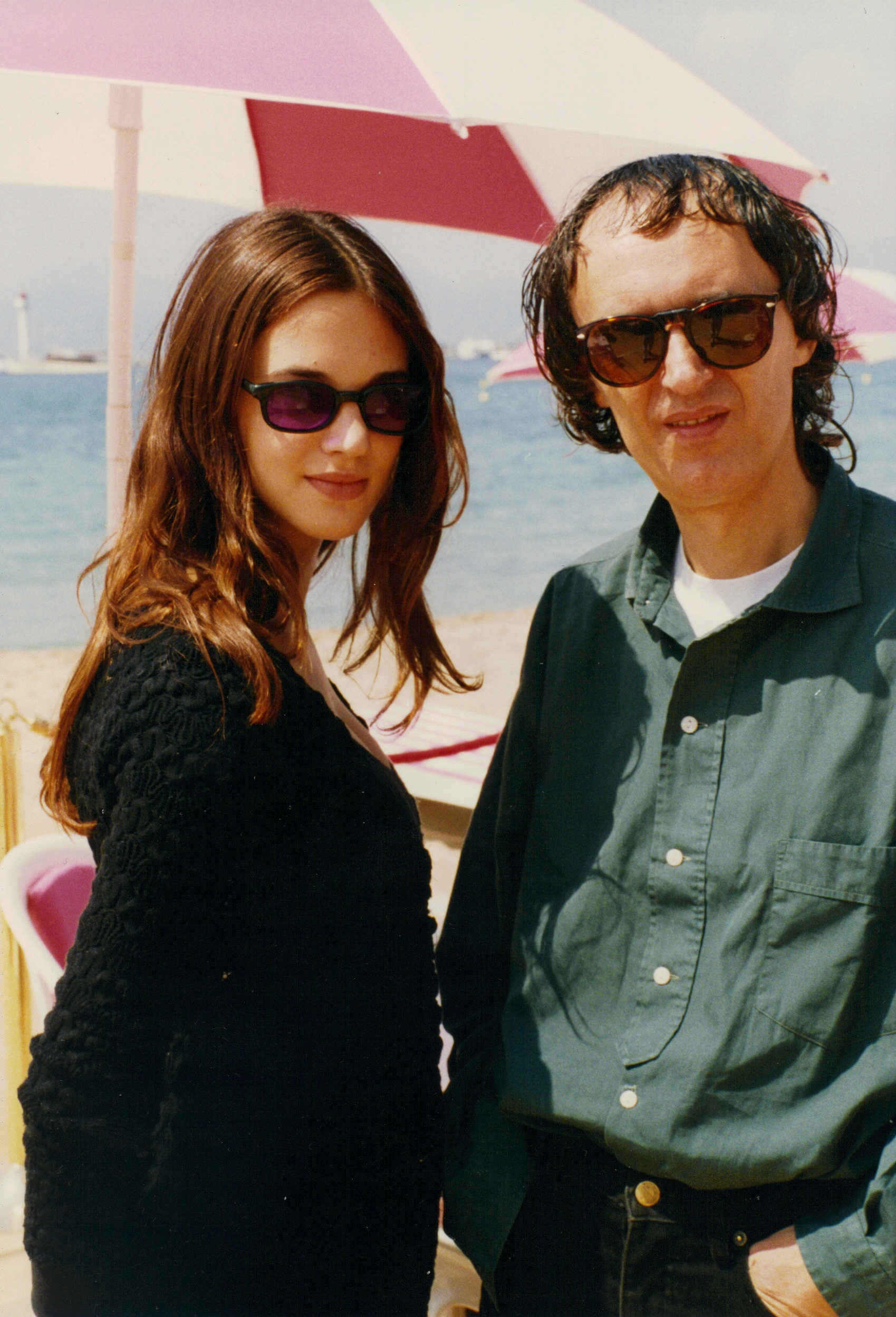
Argento und seine Tochter Asia 1993 bei den Internationalen Filmfestspielen von Cannes

Argento ist der Sohn des Produzenten Salvatore Argento und des brasilianischen Models Elda Luxardi. Seiner Beziehung mit der Schauspielerin und Drehbuchautorin Daria Nicolodi entstammt seine Tochter Asia Argento, ebenfalls Schauspielerin und Regisseurin.
Argento schrieb zunächst Filmkritiken für Tageszeitungen. Sein erstes Drehbuch schrieb er, gemeinsam mit Bernardo Bertolucci, für Sergio Leones klassischen Italo-Western Spiel mir das Lied vom Tod.
Seine ersten eigenen Arbeiten als Regisseur fallen in den Bereich des Giallo. Hierzu zählen Das Geheimnis der schwarzen Handschuhe (L'uccello dalle piume di cristallo, 1970), Die neunschwänzige Katze (Il gatto a nove code, 1971), Vier Fliegen auf grauem Samt (4 mosche di velluto grigio, 1971) und vor allem Rosso – Farbe des Todes (Profondo Rosso, 1975).

### Bekannte Werke
Neben seinen Arbeiten des italienischen Thrillers ist eine seiner bekannteren Arbeiten der Horrorfilm Suspiria (1977), der in neuzeitlichem Ambiente mit Elementen des Gothic Horrors, der Schauerromantik und der Hexenmärchen arbeitet. Für die intensive Farbgestaltung hat Argento bereits rar gewordenes Technicolor-Material verwendet. Suspiria ist als erster Teil einer Trilogie über drei Hexenhäuser konzipiert, die an zentralen Punkten der Erde die Weltgeschicke lenken. Der zweite Teil der Reihe, Inferno, erschien 1980. Die Farb- und Lichtgebung beider dahingehend anspruchsvoll gestalteter Filme ist deutlich von den Arbeiten Mario Bavas (v. a. dessen Blutige Seide) inspiriert. Der letzte Teil der Trilogie erschien 2007 unter dem Titel La terza madre.
Des Weiteren erlangte Argento Bekanntheit durch seine Mitwirkung an dem Horrorfilm Dawn Of The Dead des amerikanischen Regisseurs George A. Romero aus dem Jahre 1978, der in Deutschland unter dem Titel Zombie erschien.
Argento war dabei Produzent und Script Consultant. Daneben kümmerte er sich noch um den European Cut des Films, sowie zusammen mit der Band Goblin auch um den Soundtrack für diese in Europa erschienene Version des Films, die von Romeros amerikanischem Cut abweicht, indem sie kürzer und actionlastiger ist als das Original.

### Weitere Werke
Nach Inferno wandte sich Argento mit Psychothrillern wie Tenebre – Der kalte Hauch des Todes (1982), Terror in der Oper (Opera/1987), Aura (Trauma/1993), Das Stendhal Syndrom (1996), Sleepless (2001) und The Card Player – Tödliche Pokerspiele (2004) wieder dem Subgenre des Giallos zu. Ausnahmen bilden Phenomena (1985), der mit Aspekten des Übersinnlichen spielt, und seine Version von Phantom der Oper (1998). 2005 drehte er Do you like Hitchcock?. Diese Hommage an den „Master of Suspense“ war eine Produktion für das italienische Fernsehen.
In den Jahren 2005 bzw. 2006 trug er zwei 60-minütige Spielfilme mit den Titeln Jenifer und Pelts zu der amerikanischen Fernsehserie Masters of Horror bei.
Argento arbeitet häufig mit der italienischen Band Goblin zusammen, deren charakteristischer Progressive Rock die Filme Argentos stark prägt und zu deren Stimmung entscheidend beiträgt. In den Prozess der Musikgestaltung seiner Filme ist Argento meist stark involviert.
Zur staatlichen Zensur seiner Arbeiten bekundete er in einem Fall: „Es war witzig. Nur für mich, da war es offenbar nicht so witzig.“
Vom 3.–5. August 2012 war Dario Argento mit seinem Komponisten Claudio Simonetti („The Goblin“) auf dem 1. Cinestrange-Filmfestival in Dresden zu Gast und wurde dort mit einer umfassenden Retrospektive seiner Filme gewürdigt. Er erhielt dort den Cinestrange-Award für sein Lebenswerk.
Nach zehnjähriger Pause als Spielfilmregisseur stellte er 2022 den Horror-Thriller Dark Glasses – Blinde Angst fertig, der ins Programm der 72. Berlinale aufgenommen wurde.

### Stilistische Merkmale
Typisch für Argentos Arbeiten sind vor allem formal extravagante Inszenierungen (die einem klassischen Filmverständnis als dramaturgisch und narrativ unmotiviert erscheinen könnten), eine meist wenig kohärente Plotgestaltung, die seinen Filmen oft traumähnlichen Charakter verleiht, und die für gewöhnlich rauschartig wirkenden Inszenierungen spektakulärer Morde. Motivisch stehen oft psychosexuelle Pathologien im Vordergrund, deren Erklärungsmuster über vulgär-psychologische Modelle indes nicht hinauskommen. Generell lässt sich zusammenfassen, dass Argentos Kino keine psychische oder logische Realität abbildet, sondern einen ganz genre- bzw. werkimmanenten Regeln gehorchenden Filmkosmos entwirft und darin seinem Regisseur Auteur-Qualitäten verleiht.

### Wiederkehrende inhaltliche und formale Merkmale des Regisseurs
Ein wiederkehrendes inhaltliches Thema des Regisseurs kommt bereits in seinem Frühwerk Das Geheimnis der schwarzen Handschuhe vor: Der Protagonist Sam Dalmas sieht etwas nur flüchtig und erkennt nicht den wahren Kern des Geschehenen. Als Sam Dalmas an der Ranieri-Galerie vorbeikommt, sieht er den vermeintlichen Überfall auf Monica auf der Empore, die schwarze Gestalt scheint die rothaarige Schönheit mit einem Messer zu bedrohen, dann kommt es zum Kampf der beiden. Den ganzen Film über denkt Sam darüber nach, dass er hierbei etwas bemerkt hat, das er damals nicht einordnen konnte, etwas an das er sich wegen der Widersprüchlichkeit lange nicht erinnerte. In Rosso – Farbe des Todes sieht Marc Daly, und mit ihm der Zuschauer, für wenige Sekundenbruchteile den Mörder in einem Spiegelbild, wie er sich vor einem unheimlichen Bild voller Gespenstergesichter versteckt. In Suspiria erreicht Susy Banyon die Freiburger Tanzakademie gerade, als Patricia aus dieser aufgelöst flieht. Sie hört zwar, dass Patricia den Schlüssel zum Hexenkonvent, die „blaue Iris“, kennt, aber Susy weiß damit lange Zeit nichts anzufangen. In Tenebrae muss Gianni den Axtmord an Christiano Berti mit ansehen, kann sich aber bis kurz vor seinem eigenen Tod nicht an dessen Geständnis gegenüber seinem Mörder „I killed them all!“ erinnern. Kurz nachdem sich Giannis selektive Amnesie gelöst hat, stranguliert ihn der Täter. In Aura meint Aura Petrescu den vermummten Mörder mit den beiden abgetrennten Köpfen ihrer Eltern gesehen zu haben. Tatsächlich hat der Täter eine geschickte Maskerade genutzt, und erst zum Ende des Filmes erkennt Aura die Täuschung. 
Ein weiteres formales Merkmal ist der Blick des Opfers durch ein (Schlüssel-)Loch. In Das Geheimnis der schwarzen Handschuhe bohrt sich der Killer einen Weg in Giulias Appartement und beobachtet sie durch das Loch, Giulia schaut durch das Loch und versucht mit einer Schere, den Angreifer zu verletzen. In Rosso – Farbe des Todes findet Marcus hinter einem Loch in der Wand die verweste Leiche von Carlos Vater. In Tenebrae schlitzt der Mörder Tildes T-Shirt, das sie sich gerade über den Kopf zieht, so auf, dass man ihren entsetzten Blick durch das Loch im Stoff sieht. Mira schaut sich in Terror in der Oper durch ein Schlüsselloch den vermeintlichen Polizisten an, in einer schockierenden Wendung schießt er durch das Schlüsselloch Mira durch das Auge. Der Mörder in Das Stendhal-Syndrom schießt vor den Augen eines weiteren weiblichen Opfers einem Mädchen durch die Wangen, man sieht den entsetzten Blick Asia Argentos durch die beiden Wunden hindurch. Auch in Suspiria oder Phenomena gibt es diese Szenen.
Ein weiterer formaler Fetisch ist Argentos Vorliebe, das Opfer durch eine Glasscheibe oder ähnliches fallen zu lassen: In „Rosso – Farbe des Todes“ schlägt der Killer sein Opfer Helga mit dem Hackebeil durch ein Fensterglas. In „Suspiria“ kracht die gehenkte Patricia durch ein Oberlicht aus Tiffany-Glas. Sara in Inferno hat in ihrem Appartement einen Paravent aus Gaze, durch das das blutüberströmte Mädchen stürzt. In Tenebrae kracht Marion durch die Rauchglasscheiben der Treppen ihres ultramodernen Betonhauses. Seiner Tochter Fiore hat der Regisseur in Phenomena einen Sturz durch eine Glasscheibe in den Rheinfall von Schaffhausen zugedacht.
Ein weiteres wiederkehrendes Thema des Regisseurs ist der Mord als tödliche Kunst. In Das Geheimnis der schwarzen Handschuhe ist der Protagonist Schriftsteller, das Setting für den ersten Mordanschlag ist eine Kunstgalerie, ein Ölbild ist ein Schlüsselhinweis auf die Identität des Täters und sein Motiv. Im Finale wird Sam Dalmas in der Galerie unter einer monströsen Skulptur eingequetscht und vom Mörder bedrängt. Diese Konstellation kehrt immer wieder:
- In Rosso – Farbe des Todes ist der Protagonist ein Musiker. Die Spiegelung eines Gemäldes, vor dem der Mörder sich versteckt, ist ein Schlüsselhinweis. Die Leiche von Carlos Vater findet Marc Daly in einer Jugendstil-Residenz.
- In Suspiria ist die Hauptfigur Balletttänzerin. Die Settings sind hochartifiziell: ein Art-déco-Haus mit seinen M. C. Escher-Tapeten in dem Patricia und Sonia sterben; das gotische Palais, in dem die Ballettschule als Tarnung eines Hexenkonvents residiert; eine Wandmalerei ist ein Schlüsselhinweis; im Finale benutzt Susy die messerscharfe Spitze einer Pfauenfeder aus einer Glasskulptur, um sich der Hexe zu erwehren.
- In Tenebrae ist der Protagonist wieder Schriftsteller. Die 12 Morde werden perfekt choreografiert und stilisiert, z. B. wenn Jane nach dem Axtangriff in ihrer weißen Küche das Blut wie ein Action Painting verspritzt. Im Finale wird der Mörder von einer Metallskulptur durchbohrt.
- Horror Infernal ist eine Allegorie auf die Kunst: Mark ist Musikstudent, und wir hören einen Ausschnitt aus Nabucco in der Rom-Episode. Die Schriftstellerei wird durch das verhängnisvolle Buch über die drei Mütter und den mit antiken Büchern handelnden Kazanian repräsentiert. Als Rose in das unterirdische Refugium der Hexe abtaucht, sieht sie dort ein großes Ölgemälde der Mutter in einem goldenen Barockrahmen. Es gibt Verweise auf die Alchemie – Sara wird in Rom fast mit einem Hexengebräu verbrüht, als sie das Buch sucht – sowie auf die gotische Kunst – Mater Tenebrarum residiert in einem Traum aus gotischem Maßwerk.
- In Terror in der Oper ist die Hauptfigur Opernsängerin, der Haupthandlungsort ist eine barocke Oper.

## Filmografie

### Regie
- 1970: Das Geheimnis der schwarzen Handschuhe (L'uccello dalle piume di cristallo)
- 1971: Die neunschwänzige Katze (Il gatto a nove code)
- 1971: Vier Fliegen auf grauem Samt (4 mosche di velluto grigio)
- 1973: Die Halunken (Le cinque giornate)
- 1975: Rosso – Farbe des Todes (Profondo rosso)
- 1977: Suspiria
- 1980: Horror Infernal (Inferno)
- 1982: Tenebrae (Tenebre)
- 1985: Phenomena
- 1987: Terror in der Oper (Opera)
- 1990: Two Evil Eyes (Due occhi diabolici) (2. Episode „The Black Cat“)
- 1993: Aura (Trauma)
- 1996: The Stendhal Syndrome (La sindrome di Stendhal)
- 1998: Das Phantom der Oper (Il fantasma dell'opera)
- 2001: Sleepless (Non ho sonno)
- 2004: The Card Player – Tödliche Pokerspiele (Il cartaio)
- 2005: Jenifer (Fernsehfilm)
- 2006: Do You Like Hitchcock? (Ti piace Hitchcock?) (Fernsehfilm)
- 2006: Pelts – Getrieben vom Wahn (Pelts) (Fernsehfilm)
- 2007: The Mother of Tears (La terza madre)
- 2009: Giallo
- 2012: Dario Argentos Dracula (Dracula 3D)
- 2022: Dark Glasses – Blinde Angst (Occhiali neri)

### Drehbuch
- 1968: Heute ich… morgen Du! (Oggi a me… domani a te)
- 1968: Hölle vor dem Tod (Comandamenti per un gangster) – Regie: Alfio Caltabiano
- 1968: Himmelfahrtskommando El Alamein (Commandos)
- 1968: Spiel mir das Lied vom Tod (C'era una volta il west)
- 1969: Die zum Teufel gehen (La legione dei dannati) – Regie: Umberto Lenzi
- 1969: Die fünf Gefürchteten (Un esercito di cinque uomini)
- 1969: Metti, una sera a cena
- 1969: Operation Red Point (Probabilità zero) – Regie: Maurizio Lucidi
- 1972: Dein Wille geschehe, Amigo (Così sia) – Regie: Alfio Caltabiano
- 1985: Dämonen 2 (Dèmoni) (& Produktion)
- 1986: Dämonen (Demoni 2 – L’incubo ritorna) (& Produktion)
- 1989: The Church (La chiesa) (& Produktion)
- 1991: The Sect (La setta) – Regie: Michele Soavi

### Produktion
- 1997: Wax Mask (Maschera di cera)

### Darsteller
- 2021: Vortex

## Einfluss und Rezeption
- In der Komödie Juno von 2007 debattieren das Mädchen Juno, verkörpert von Elliot Page, und ein Auftragskomponist und passionierter Filmliebhaber, dargestellt von Jason Bateman, darüber, ob Herschell Gordon Lewis oder Dario Argento der König des Horrorfilms ist.